# Plutonium(III)chloride
Plutonium(III)chloride is een plutoniumzout van waterstofchloride, met als brutoformule PuCl3. De stof komt voor als een zeer toxische groene kristallijne vaste stof.
Het gebruik van plutonium en diens verbindingen valt onder het non-proliferatieverdrag.

## Kristalstructuur en eigenschappen
Plutonium(III)chloride neemt een hexagonale kristalstructuur aan. Het behoort tot ruimtegroep P63/m. De parameters van de eenheidscel bedragen:
- a = b = 739 pm
- c = 424 pm

In het kristalrooster wordt ieder plutoniumatoom omringd door 9 chlooratomen.
Plutonium(III)chloride is, door aanwezigheid van het radioactieve plutonium, zelf ook een radioactieve stof.